# Championnats d'Allemagne de patinage artistique
Les Championnats  d'Allemagne de patinage artistique (en allemand : Deutsche Eiskunstlaufmeisterschaften) sont organisés chaque année pour déterminer les champions nationaux de l'Allemagne. 
La première compétition nationale de patinage artistique en Allemagne eut lieu à Munich en Bavière en 1891, mais uniquement pour la catégorie des messieurs. Dans les premières années, l'Empire allemand et la partie autrichienne de l'empire d'Autriche-Hongrie avaient leurs championnats en commun. C'est pourquoi on a par exemple Georg Zacharias, le second champion national de 1892, qui est originaire de Vienne la capitale autrichienne. Ce fut également le cas de Gustav Hügel, qui a remporté le titre en 1894. Les premiers championnats d'Allemagne pour les couples eut lieu en 1907 à Altona, et les premiers championnats pour les dames eut lieu en 1911 à Olomouc en Moravie. Les premiers championnats de danse sur glace eurent lieu en 1950 à Cologne. 
Entre 1949 et 1990, il y eut deux championnats d'Allemagne organisés : l'un en RFA (République fédérale allemande) et l'autre en RDA (République démocratique allemande). 

## Palmarès
| Date                                                                        | Lieu                                                | Messieurs                               | Dames                                | Couples                                                                      | Danse                                                         |
| 1891                                                                        | Munich                                              | Anon Schmitson                          |                                      |                                                                              |                                                               |
| 1892                                                                        | Francfort-sur-le-Main                               | Georg Zachariades                       |                                      |                                                                              |                                                               |
| 1893                                                                        | Hambourg                                            | Georg Zachariades                       |                                      |                                                                              |                                                               |
| 1894                                                                        | Troppau                                             | Gustav Hügel                            |                                      |                                                                              |                                                               |
| 1895                                                                        | Bonn                                                | Gilbert Fuchs                           |                                      |                                                                              |                                                               |
| 1896                                                                        | Darmstadt                                           | Gilbert Fuchs                           |                                      |                                                                              |                                                               |
| 1897                                                                        | Berlin                                              | Karl Zenger                             |                                      |                                                                              |                                                               |
| 1898                                                                        | Pas de compétitions                                 | Pas de compétitions                     | Pas de compétitions                  | Pas de compétitions                                                          | Pas de compétitions                                           |
| 1899                                                                        | Pas de compétitions                                 | Pas de compétitions                     | Pas de compétitions                  | Pas de compétitions                                                          | Pas de compétitions                                           |
| 1900                                                                        | Berlin                                              | Wilhelm Zenger                          |                                      |                                                                              |                                                               |
| 1901                                                                        | Troppau                                             | Wilhelm Zenger                          |                                      |                                                                              |                                                               |
| 1902                                                                        | Pas de compétitions                                 | Pas de compétitions                     | Pas de compétitions                  | Pas de compétitions                                                          | Pas de compétitions                                           |
| 1903                                                                        | Leipzig                                             | Ludwig Niedermeyer                      |                                      |                                                                              |                                                               |
| 1904                                                                        | Brunswick                                           | Heinrich Burger                         |                                      |                                                                              |                                                               |
| 1905                                                                        | Bonn                                                | Karl Zenger                             |                                      |                                                                              |                                                               |
| 1906                                                                        | Munich                                              | Heinrich Burger                         |                                      |                                                                              |                                                               |
| 1907                                                                        | Altona                                              | Heinrich Burger                         |                                      | Anna Hübler / Heinrich Burger                                                |                                                               |
| 1908                                                                        | Pas de compétitions                                 | Pas de compétitions                     | Pas de compétitions                  | Pas de compétitions                                                          | Pas de compétitions                                           |
| 1909                                                                        | Munich                                              | Gilbert Fuchs                           |                                      | Anna Hübler / Heinrich Burger                                                |                                                               |
| 1910                                                                        | Pas de compétitions                                 | Pas de compétitions                     | Pas de compétitions                  | Pas de compétitions                                                          | Pas de compétitions                                           |
| 1911                                                                        | Hanovre, Olomouc & Berlin                           | Werner Rittberger                       | Elsa Rendschmidt                     | Alice Rolle / Bruno Grauel                                                   |                                                               |
| 1912                                                                        | Berlin                                              | Werner Rittberger                       | Luise Strasilla                      | Hedwig Winzer / Hugo Winzer                                                  |                                                               |
| 1913                                                                        | Berlin                                              | Werner Rittberger                       | Thea Frenssen                        | ? Schnell / Georg Velisch                                                    |                                                               |
| 1914                                                                        | Troppau                                             | Hugo Metzner                            | Thea Frenssen                        | Else Lischka / Oskar Hoppe                                                   |                                                               |
| Pas de compétitions à cause de la Première Guerre mondiale en 1915 et 1916. |                                                     |                                         |                                      |                                                                              |                                                               |
| 1917                                                                        | Berlin                                              | Titre non décerné                       | Thea Frenssen                        | Titre non décerné                                                            |                                                               |
| 1918                                                                        | Opole                                               | Titre non décerné                       | Thea Frenssen                        | Titre non décerné                                                            |                                                               |
| 1919                                                                        | Berlin                                              | Titre non décerné                       | Elaine Winter                        | Titre non décerné                                                            |                                                               |
| 1920                                                                        | Berlin                                              | Werner Rittberger                       | Elaine Winter                        | Margaret Klebe / Paul Metzner                                                |                                                               |
| 1921                                                                        | Berlin                                              | Werner Rittberger                       | Ellen Brockhöft                      | Titre non décerné                                                            |                                                               |
| 1922                                                                        | Garmisch-Partenkirchen                              | Werner Rittberger                       | Elaine Winter                        | Grete Weise / Georg Velisch                                                  |                                                               |
| 1923                                                                        | Garmisch-Partenkirchen                              | Werner Rittberger                       | Ellen Brockhöft                      | Grete Weise / Georg Velisch                                                  |                                                               |
| 1924                                                                        | Berlin                                              | Werner Rittberger                       | Ellen Brockhöft                      | Else Flebbe / Rudolf Eilers/                                                 |                                                               |
| 1925                                                                        | Titisee                                             | Werner Rittberger                       | Ellen Brockhöft                      | Milly Förster / Hellmuth Jüngling                                            |                                                               |
| 1926                                                                        | Berlin                                              | Werner Rittberger                       | Ellen Brockhöft                      | Ilse Kishauer / Herbert Haertel                                              |                                                               |
| 1927                                                                        | Berlin                                              | Paul Franke                             | Ellen Brockhöft                      | Ilse Kishauer / Ernst Gaste                                                  |                                                               |
| 1928                                                                        | Füssen                                              | Werner Rittberger                       | Ellen Brockhöft                      | Ilse Kishauer / Ernst Gaste                                                  |                                                               |
| 1929                                                                        | Opole                                               | Paul Franke                             | Katrin Flebbe                        | Ilse Kishauer / Ernst Gaste                                                  |                                                               |
| 1930                                                                        | Breslau                                             | Leopold Maier-Labergo                   | Katrin Flebbe                        | Ilse Kishauer / Ernst Gaste                                                  |                                                               |
| 1931                                                                        | Schierke                                            | Leopold Maier-Labergo                   | Katrin Flebbe                        | Ilse Kishauer / Ernst Gaste                                                  |                                                               |
| 1932                                                                        | Garmisch-P. & Schierke                              | Leopold Maier-Labergo                   | Ruth Michaelis                       | Wally Hempel / Otto Weiß                                                     |                                                               |
| 1933                                                                        | Opole                                               | Ernst Baier                             | Maxi Herber                          | Wally Hempel / Otto Weiß                                                     |                                                               |
| 1934                                                                        | Braunlage                                           | Ernst Baier                             | Maxi Herber                          | Maxi Herber / Ernst Baier                                                    |                                                               |
| 1935                                                                        | Garmisch-Partenkirchen                              | Ernst Baier                             | Maxi Herber                          | Maxi Herber / Ernst Baier                                                    |                                                               |
| 1936                                                                        | Garmisch-Partenkirchen                              | Ernst Baier                             | Viktoria Lindpaitner                 | Maxi Herber / Ernst Baier                                                    |                                                               |
| 1937                                                                        | Hambourg                                            | Ernst Baier                             | Lydia Veicht                         | Eva Prawitz / Otto Weiß                                                      |                                                               |
| 1938                                                                        | Cologne                                             | Ernst Baier                             | Lydia Veicht                         | Maxi Herber / Ernst Baier                                                    |                                                               |
| 1939                                                                        | Berlin & Krefeld                                    | Horst Faber                             | Lydia Veicht                         | Maxi Herber / Ernst Baier                                                    |                                                               |
| 1940                                                                        | Vienne) & Munich                                    | Horst Faber                             | Lydia Veicht                         | Maxi Herber / Ernst Baier                                                    |                                                               |
| 1941                                                                        | Essen, Garmisch-P. & Munich                         | Horst Faber                             | Lydia Veicht                         | Maxi Herber / Ernst Baier                                                    |                                                               |
| 1942                                                                        | Berlin, Vienne & Cologne                            | Erich Zeller                            | Marta Musilek                        | Gerda Strauch / Günther Noack                                                |                                                               |
| 1943                                                                        | Vienne, Hambourg & Düsseldorf                       | Edi Rada                                | Marta Musilek                        | Gerda Strauch / Günther Noack                                                |                                                               |
| 1944                                                                        | Düsseldorf, Munich &Vienne                          | Horst Faber                             | Marta Musilek                        | Herta Ratzenhofer / Emil Ratzenhofer                                         |                                                               |
| Pas de compétitions à cause de la Seconde Guerre mondiale en 1945 et 1946.  |                                                     |                                         |                                      |                                                                              |                                                               |
| 1947                                                                        | Garmisch-Partenkirchen                              | Horst Faber                             | Inge Jell                            | Ria Baran / Paul Falk                                                        |                                                               |
| 1948                                                                        | Krefeld                                             | Horst Faber                             | Irene Braun                          | Ria Baran / Paul Falk                                                        |                                                               |
| 1949                                                                        | RFA: Garmisch-Partenkirchen RDA: Oberhof            | Horst Faber Titre non décerné           | Helga Dudzinski Gudrum Olbricht      | Ria Baran / Paul Falk Jutta Seyfert / Irene Salzmann                         |                                                               |
| 1950                                                                        | RFA: Krefeld & Cologne RDA: Schierke                | Horst Faber H. Sirinek                  | Helga Dudzinski Brigitte Schnellhorn | Ria Baran / Paul Falk Carla Listing / Walter Bertling                        | Eva Pravitz / Horst Faber Titre non décerné                   |
| 1951                                                                        | RFA: Hambourg & Garmisch-P. RDA: Berlin-Est         | Horst Faber Horst Kuhrüber              | Helga Dudzinski G. Poltin            | Ria Baran / Paul Falk Vera Lampe / Horst Kuhrüber                            | Hella Lamprecht / Kurt Müller Titre non décerné               |
| 1952                                                                        | RFA: Düsseldorf RDA: Berlin-Est                     | Freimut Stein Kurt Weilert              | Erika Kraft Inge Kabisch             | Ria Baran / Paul Falk Vera Lampe / Horst Kuhrüber                            | Marlies Schroer / Kurt Müller Titre non décerné               |
| 1953                                                                        | RFA: Krefeld & Mannheim RDA: Oberhof                | Freimut Stein Horst Kuhrüber            | Gundi Busch Inge Kabisch             | Helga Krüger / Peter Voß Titre non décerné                                   | Hedwig Trauth / Wilhelm Trauth Titre non décerné              |
| 1954                                                                        | RFA: Berlin-Ouest & Cologne RDA: Berlin-Est         | Freimut Stein Heinz Kuhrüber            | Gundi Busch Inge Kabisch             | Inge Minor / Hermann Braun Vera Lampe / Horst Kuhrüber                       | Maria Jühe / Eberhard Vitger Ingelore Gotsch / Heinz Kuhrüber |
| 1955                                                                        | RFA: Krefeld, Berlin-Ouest & Mannheim ; RDA:Geising | Tilo Gutzeit Horst Kuhrüber             | Rosi Pettinger Inge Kabisch          | Marika Kilius / Franz Ningel Vera Lampe / Horst Kuhrüber                     | Hedwig Trauth / Wilhelm Trauth Therese Geidel / Heinz Lindner |
| 1956                                                                        | RFA: Cologne & Garmisch-P. RDA: Rostock             | Manfred Schnelldorfer Titre non décerné | Rosi Pettinger Titre non décerné     | Marika Kilius / Franz Ningel Titre non décerné                               | Sigrid Knake / Gunther Koch Therese Geidel / Heinz Lindner    |
| 1957                                                                        | RFA: Berlin-Ouest RDA: Pas de championnats          | Manfred Schnelldorfer Titre non décerné | Ina Bauer Titre non décerné          | Marika Kilius / Franz Ningel Titre non décerné                               | Sigrid Knake / Gunther Koch Titre non décerné                 |
| 1958                                                                        | RFA: Munich RDA: Pas de championnats                | Manfred Schnelldorfer Titre non décerné | Ina Bauer Titre non décerné          | Marika Kilius / Hans-Jürgen Bäumler Titre non décerné                        | Rita Pauka / Peter Kwiet Titre non décerné                    |
| 1959                                                                        | RFA: Berlin-Ouest RDA: Pas de championnats          | Manfred Schnelldorfer Titre non décerné | Ina Bauer Titre non décerné          | Marika Kilius / Hans-Jürgen Bäumler Titre non décerné                        | Rita Pauka / Peter Kwiet Titre non décerné                    |
| 1960                                                                        | RFA: Essen RDA: Karl-Marx-Stadt                     | Manfred Schnelldorfer Bodo Bockenauer   | Bärbel Martin Heidemarie Steiner     | Margret Göbl / Franz Ningel Margit Senf / Peter Göbel                        | Rita Pauka / Peter Kwiet Titre non décerné                    |
| 1961                                                                        | RFA: Oberstdorf RDA: Dresde                         | Manfred Schnelldorfer Bodo Bockenauer   | Karin Gude Gabriele Seyfert          | Margret Göbl / Franz Ningel Margit Senf / Peter Göbel                        | Rita Pauka / Peter Kwiet Titre non décerné                    |
| 1962                                                                        | RFA: Francfort-sur-le-Main RDA: Berlin-Est          | Sepp Schönmetzler Bodo Bockenauer       | Inge Paul Gabriele Seyfert           | Margret Göbl / Franz Ningel Brigitte Wokoeck / Heinz-Ulrich Walther          | Helga Burkhardt / Hannes Burkhardt Titre non décerné          |
| 1963                                                                        | RFA: Berlin-Ouest RDA: Karl-Marx-Stadt              | Manfred Schnelldorfer Ralph Borghard    | Karin Gude Gabriele Seyfert          | Marika Kilius / Hans-Jürgen Bäumler Margit Senf / Peter Göbel                | Helga Burkhardt / Hannes Burkhardt Titre non décerné          |
| 1964                                                                        | RFA: Oberstdorf RDA: Berlin-Est                     | Manfred Schnelldorfer Ralph Borghard    | Inge Paul Gabriele Seyfert           | Marika Kilius / Hans-Jürgen Bäumler Brigitte Wokoeck / Heinz-Ulrich Walther  | Gabriele Rauch / Rudi Matysik Annerose Beier / Eberhard Rüger |
| 1965                                                                        | RFA: Cologne RDA: Berlin-Est                        | Sepp Schönmetzler Günter Zöller         | Uschi Keszler Gabriele Seyfert       | Sonja Pfersdorf / Günther Matzdorf Irene Müller / Hans-Georg Dallmer         | Gabriele Rauch / Rudi Matysik Annerose Beier / Eberhard Rüger |
| 1966                                                                        | RFA: Füssen RDA: Karl-Marx-Stadt                    | Peter Krick Ralph Borghard              | Angelika Wagner Gabriele Seyfert     | Sonja Pfersdorf / Günther Matzdorf Heidemarie Steine / Heinz-Ulrich Walther  | Gabriele Rauch / Rudi Matysik Annerose Beier / Eberhard Rüger |
| 1967                                                                        | RFA: Berlin-Ouest RDA: Karl-Marx-Stadt              | Peter Krick Günter Zöller               | Monika Feldmann Gabriele Seyfert     | Margot Glockshuber / Wolfgang Danne Heidemarie Steine / Heinz-Ulrich Walther | Gabriele Rauch / Rudi Matysik Annerose Beier / Eberhard Rüger |
| 1968                                                                        | RFA: Essen RDA: Berlin-Est                          | Peter Krick Günter Zöller               | Monika Feldmann Gabriele Seyfert     | Margot Glockshuber / Wolfgang Danne Irene Müller / Hans-Georg Dallmer        | Angelika Buck / Erich Buck Annerose Beier / Eberhard Rüger    |
| 1969                                                                        | RFA: Cologne RDA: Karl-Marx-Stadt                   | Reinhard Ketterer Günter Zöller         | Eileen Zillmer Gabriele Seyfert      | Gudrun Hauss / Walter Häfner Heidemarie Steine / Heinz-Ulrich Walther        | Angelika Buck / Erich Buck Annerose Beier / Eberhard Rüger    |
| 1970                                                                        | RFA: Oberstdorf RDA: Berlin-Est                     | Klaus Grimmelt Günter Zöller            | Eileen Zillmer Gabriele Seyfert      | Brunhilde Baßler / Eberhard Rausch Heidemarie Steine / Heinz-Ulrich Walther  | Angelika Buck / Erich Buck Annerose Beier / Eberhard Rüger    |
| 1971                                                                        | RFA: Berlin-Ouest RDA: Karl-Marx-Stadt              | Klaus Grimmelt Jan Hoffmann             | Eileen Zillmer Sonja Morgenstern     | Almut Lehmann / Herbert Wiesinger Manuela Groß / Uwe Kagelmann               | Angelika Buck / Erich Buck Titre non décerné                  |
| 1972                                                                        | RFA: Bad Nauheim RDA: Berlin-Est                    | Harald Kuhn Jan Hoffmann                | Gerti Schanderl Sonja Morgenstern    | Almut Lehmann / Herbert Wiesinger Manuela Groß / Uwe Kagelmann               | Angelika Buck / Erich Buck Titre non décerné                  |
| 1973                                                                        | RFA: Krefeld RDA: Dresde                            | Erich Reifschneider Jan Hoffmann        | Gerti Schanderl Sonja Morgenstern    | Almut Lehmann / Herbert Wiesinger Romy Kermer / Rolf Österreich              | Angelika Buck / Erich Buck Titre non décerné                  |
| 1974                                                                        | RFA: Augsbourg RDA: Berlin-Est                      | Erich Reifschneider Jan Hoffmann        | Gerti Schanderl Christine Errath     | Corinna Halke / Eberhard Rausch Manuela Groß / Uwe Kagelmann                 | Sylvia Fuchs / Michael Fuchs Titre non décerné                |
| 1975                                                                        | RFA: Garmisch-Partenkirchen RDA: Dresde             | Erich Reifschneider Bernd Wunderlich    | Isabel de Navarre Christine Errath   | Corinna Halke / Eberhard Rausch Romy Kermer / Rolf Österreich                | Christina Henke / Udo Dönsdorf Titre non décerné              |
| 1976                                                                        | RFA: Bremerhaven RDA: Berlin-Est                    | Gerd-Walter Graebner Jan Hoffmann       | Gerti Schanderl Anett Pötzsch        | Corinna Halke / Eberhard Rausch Romy Kermer / Rolf Österreich                | Christina Henke / Udo Dönsdorf Titre non décerné              |
| 1977                                                                        | RFA: Garmisch-Partenkirchen RDA: Karl-Marx-Stadt    | Kurt Kürzinger Jan Hoffmann             | Dagmar Lurz Anett Pötzsch            | Susanne Scheibe / Andreas Nischwitz Manuela Mager / Uwe Bewersdorf           | Gabriele Schäfer / Robert Dietz Titre non décerné             |
| 1978                                                                        | RFA: Dortmund RDA: Karl-Marx-Stadt                  | Rudi Cerne Jan Hoffmann                 | Dagmar Lurz Anett Pötzsch            | Susanne Scheibe / Andreas Nischwitz Manuela Mager / Uwe Bewersdorf           | Henriette Fröschl / Christian Steiner Titre non décerné       |
| 1979                                                                        | RFA: Herne & Dortmund RDA: Berlin-Est               | Norbert Schramm Jan Hoffmann            | Dagmar Lurz Anett Pötzsch            | Christina Riegel / Andreas Nischwitz Sabine Baeß / Tassilo Thierbach         | Henriette Fröschl / Christian Steiner Titre non décerné       |
| 1980                                                                        | RFA: Garmisch-Partenkirchen RDA: Karl-Marx-Stadt    | Rudi Cerne Jan Hoffmann                 | Dagmar Lurz Anett Pötzsch            | Christina Riegel / Andreas Nischwitz Sabine Baeß / Tassilo Thierbach         | Henriette Fröschl / Christian Steiner Titre non décerné       |
| 1981                                                                        | RFA: Unna RDA: Karl-Marx-Stadt                      | Norbert Schramm Hermann Schulz          | Karin Riediger Katarina Witt         | Christina Riegel / Andreas Nischwitz Birgit Lorenz / Knut Schubert           | Birgit Goller / Peter Klisch Titre non décerné                |
| 1982                                                                        | RFA: Mannheim RDA: Karl-Marx-Stadt                  | Heiko Fischer Titre non décerné         | Manuela Ruben Katarina Witt          | Bettina Hage / Stefan Zins Sabine Baeß / Tassilo Thierbach                   | Birgit Goller / Peter Klisch Titre non décerné                |
| 1983                                                                        | RFA: Oberstdorf RDA: Berlin-Est                     | Heiko Fischer Falko Kirsten             | Manuela Ruben Katarina Witt          | Claudia Massari / Leonardo Azzola Sabine Baeß / Tassilo Thierbach            | Petra Born / Rainer Schönborn Titre non décerné               |
| 1984                                                                        | RFA: Unna RDA: Karl-Marx-Stadt                      | Norbert Schramm Falko Kirsten           | Manuela Ruben Katarina Witt          | Claudia Massari / Leonardo Azzola Sabine Baeß / Tassilo Thierbach            | Petra Born / Rainer Schönborn Titre non décerné               |
| 1985                                                                        | RFA: Bremerhaven RDA: Berlin-Est                    | Heiko Fischer Falko Kirsten             | Claudia Leistner Katarina Witt       | Claudia Massari / Daniele Caprano Birgit Lorenz / Knut Schubert              | Petra Born / Rainer Schönborn Titre non décerné               |
| 1986                                                                        | RFA: Mannheim RDA: Karl-Marx-Stadt                  | Heiko Fischer Falko Kirsten             | Claudia Leistner Katarina Witt       | Kerstin Kiminus / Stefan Pfrengle Katrin Kanitz / Tobias Schröter            | Antonia Becherer / Ferdinand Becherer Titre non décerné       |
| 1987                                                                        | RFA: Berlin-Ouest & Bremerhaven RDA: Berlin-Est     | Richard Zander Falko Kirsten            | Claudia Leistner Katarina Witt       | Sonja Adalbert / Daniele Caprano Katrin Kanitz / Tobias Schröter             | Antonia Becherer / Ferdinand Becherer Titre non décerné       |
| 1988                                                                        | RFA: Unna RDA: Karl-Marx-Stadt                      | Heiko Fischer Michael Huth              | Claudia Leistner Katarina Witt       | Brigitte Groh / Holger Maletz Peggy Schwarz / Alexander König                | Antonia Becherer / Ferdinand Becherer Titre non décerné       |
| 1989                                                                        | RFA: Berlin-Ouest RDA: Berlin-Est                   | Richard Zander Mirko Eichhorn           | Claudia Leistner Evelyn Großmann     | Anuschka Gläser / Stefan Pfrengle Mandy Wötzel / Axel Rauschenbach           | Andrea Weppelmann / Hendryk Schamberger Titre non décerné     |
| 1990                                                                        | RFA: Oberstdorf RDA: Karl-Marx-Stadt                | Daniel Weiss Ronny Winkler              | Patricia Neske Tanja Krienke         | Anuschka Gläser / Stefan Pfrengle Mandy Wötzel / Axel Rauschenbach           | Saskia Stahler / Sven Authorsen Kati Winkler / René Lohse     |
| 1991                                                                        | Berlin                                              | Daniel Weiss                            | Marina Kielmann                      | Mandy Wötzel / Axel Rauschenbach                                             | Saskia Stahler / Sven Authorsen                               |
| 1992                                                                        | Unna                                                | Mirko Eichhorn                          | Marina Kielmann                      | Peggy Schwarz / Alexander König                                              | Jennifer Goolsbee / Hendryk Schamberger                       |
| 1993                                                                        | Mannheim                                            | Ronny Winkler                           | Marina Kielmann                      | Mandy Wötzel / Ingo Steuer                                                   | Jennifer Goolsbee / Hendryk Schamberger                       |
| 1994                                                                        | Herne                                               | Ronny Winkler                           | Tanja Szewczenko                     | Anuschka Gläser / Axel Rauschenbach                                          | Jennifer Goolsbee / Hendryk Schamberger                       |
| 1995                                                                        | Oberstdorf                                          | Andrejs Vlascenko                       | Tanja Szewczenko                     | Mandy Wötzel / Ingo Steuer                                                   | Jennifer Goolsbee / Hendryk Schamberger                       |
| 1996                                                                        | Berlin                                              | Andrejs Vlascenko                       | Astrid Hochstetter                   | Mandy Wötzel / Ingo Steuer                                                   | Kati Winkler / René Lohse                                     |
| 1997                                                                        | Oberstdorf                                          | Andrejs Vlascenko                       | Eva-Maria Fitze                      | Mandy Wötzel / Ingo Steuer                                                   | Jennifer Goolsbee / Samuel Gezolian                           |
| 1998                                                                        | Berlin                                              | Sven Meyer                              | Tanja Szewczenko                     | Peggy Schwarz / Mirko Müller                                                 | Kati Winkler / René Lohse                                     |
| 1999                                                                        | Oberstdorf                                          | Andrejs Vlascenko                       | Eva-Maria Fitze                      | Peggy Schwarz / Mirko Müller                                                 | Kati Winkler / René Lohse                                     |
| 2000                                                                        | Berlin                                              | Stefan Lindemann                        | Susanne Stadlmüller                  | Peggy Schwarz / Mirko Müller                                                 | Kati Winkler / René Lohse                                     |
| 2001                                                                        | Oberstdorf                                          | Silvio Smalun                           | Susanne Stadlmüller                  | Claudia Rauschenbach / Robin Szolkowy                                        | Stephanie Rauer / Thomas Rauer                                |
| 2002                                                                        | Berlin                                              | Stefan Lindemann                        | Katharina Häcker                     | Sarah Jentgens / Mirko Müller                                                | Stephanie Rauer / Thomas Rauer                                |
| 2003                                                                        | Oberstdorf                                          | Silvio Smalun                           | Annette Dytrt                        | Eva-Maria Fitze / Rico Rex                                                   | Kati Winkler / René Lohse                                     |
| 2004                                                                        | Berlin                                              | Stefan Lindemann                        | Annette Dytrt                        | Aljona Savchenko / Robin Szolkowy                                            | Kati Winkler / René Lohse                                     |
| 2005                                                                        | Oberstdorf                                          | Stefan Lindemann                        | Annette Dytrt                        | Aljona Savchenko / Robin Szolkowy                                            | Christina Beier / William Beier                               |
| 2006                                                                        | Berlin                                              | Stefan Lindemann                        | Annette Dytrt                        | Aljona Savchenko / Robin Szolkowy                                            | Christina Beier / William Beier                               |
| 2007                                                                        | Oberstdorf                                          | Stefan Lindemann                        | Kristin Wieczorek                    | Aljona Savchenko / Robin Szolkowy                                            | Nelli Zhiganshina / Alexander Gazsi                           |
| 2008                                                                        | Dresde                                              | Clemens Brummer                         | Sarah Hecken                         | Aljona Savchenko / Robin Szolkowy                                            | Christina Beier / William Beier                               |
| 2009                                                                        | Oberstdorf                                          | Peter Liebers                           | Annette Dytrt                        | Aljona Savchenko / Robin Szolkowy                                            | Carolina Hermann / Daniel Hermann                             |
| 2010                                                                        | Mannheim                                            | Stefan Lindemann                        | Sarah Hecken                         | Maylin Hausch / Daniel Wende                                                 | Christina Beier / William Beier                               |
| 2011                                                                        | Oberstdorf                                          | Peter Liebers                           | Sarah Hecken                         | Aljona Savchenko / Robin Szolkowy                                            | Nelli Zhiganshina / Alexander Gazsi                           |
| 2012                                                                        | Oberstdorf                                          | Peter Liebers                           | Nicole Schott                        | Maylin Hausch / Daniel Wende                                                 | Nelli Zhiganshina / Alexander Gazsi                           |
| 2013                                                                        | Hambourg                                            | Peter Liebers                           | Sarah Hecken                         | Annabelle Prölß / Ruben Blommaert                                            | Nelli Zhiganshina / Alexander Gazsi                           |
| 2014                                                                        | Berlin                                              | Peter Liebers                           | Nathalie Weinzierl                   | Aljona Savchenko / Robin Szolkowy                                            | Nelli Zhiganshina / Alexander Gazsi                           |
| 2015                                                                        | Stuttgart                                           | Franz Streubel                          | Nicole Schott                        | Mari Vartmann / Aaron Van Cleave                                             | Nelli Zhiganshina / Alexander Gazsi                           |
| 2016                                                                        | Essen                                               | Franz Streubel                          | Lutricia Bock                        | Aljona Savchenko / Bruno Massot                                              | Kavita Lorenz / Panagiotis Polizoakis                         |
| 2017                                                                        | Berlin                                              | Peter Liebers                           | Nathalie Weinzierl                   | Mari Vartmann / Ruben Blommaert                                              | Kavita Lorenz / Panagiotis Polizoakis                         |
| 2018                                                                        | Francfort-sur-le-Main                               | Paul Fentz                              | Nicole Schott                        | Aljona Savchenko / Bruno Massot                                              | Kavita Lorenz / Panagiotis Polizoakis                         |
| 2019                                                                        | Stuttgart                                           | Paul Fentz                              | Nicole Schott                        | Minerva Fabienne Hase / Nolan Seegert                                        | Shari Koch / Christian Nüchtern                               |
| 2020                                                                        | Oberstdorf                                          | Paul Fentz                              | Nicole Schott                        | Minerva Fabienne Hase / Nolan Seegert                                        | Katharina Müller / Tim Dieck                                  |
| 2021                                                                        | Dortmund                                            | Denis Gurdzhi                           | Aya Hatakawa                         | Pas de compétition                                                           | Katharina Müller / Tim Dieck                                  |
| 2022                                                                        | Neuss                                               | Paul Fentz                              | Nicole Schott                        | Minerva Fabienne Hase / Nolan Seegert                                        | Jennifer Janse van Rensburg / Benjamin Steffan                |
| 2023                                                                        | Oberstdorf                                          | Nikita Starostin                        | Nicole Schott                        | Annika Hocke / Robert Kunkel                                                 | Jennifer Janse van Rensburg / Benjamin Steffan                |
| 2024                                                                        | Berlin                                              | Kai Jagoda                              | Kristina Isaev                       | Minerva Fabienne Hase / Nikita Volodin                                       | Jennifer Janse van Rensburg / Benjamin Steffan                |
| 2025                                                                        | Oberstdorf                                          | Nikita Starostin                        | Kristina Isaev                       | Minerva Fabienne Hase / Nikita Volodin                                       | Jennifer Janse van Rensburg / Benjamin Steffan                |

## Records
Les records sont ici pour les champions ayant été au moins 6 fois champion d'Allemagne.
- Catégorie Messieurs :

| Patineurs             | Pays                      | Nombre de titres | Années                                                           |
| --------------------- | ------------------------- | ---------------- | ---------------------------------------------------------------- |
| Werner Rittberger     | Empire allemand Allemagne | 11               | 1911, 1912, 1913, 1920, 1921, 1922, 1923, 1924, 1925, 1926, 1928 |
| Horst Faber           | Allemagne nazie Allemagne | 9                | 1939, 1940, 1941, 1944, 1947, 1948, 1949, 1950, 1951             |
| Jan Hoffmann          | Allemagne de l'Est        | 9                | 1971, 1972, 1973, 1974, 1976, 1977, 1978, 1979, 1980             |
| Manfred Schnelldorfer | Allemagne                 | 8                | 1956, 1957, 1958, 1959, 1960, 1961, 1963, 1964                   |
| Stefan Lindemann      | Allemagne                 | 7                | 2000, 2002, 2004, 2005, 2006, 2007, 2010                         |
| Ernst Baier           | Allemagne Allemagne nazie | 6                | 1933, 1934, 1935, 1936, 1937, 1938                               |
| Peter Liebers         | Allemagne                 | 6                | 2009, 2011, 2012, 2013, 2014, 2017                               |

- Catégorie Dames :

| Patineuses       | Pays               | Nombre de titres | Années                                                     |
| ---------------- | ------------------ | ---------------- | ---------------------------------------------------------- |
| Gabriele Seyfert | Allemagne de l'Est | 10               | 1961, 1962, 1963, 1964, 1965, 1966, 1967, 1968, 1969, 1970 |
| Katarina Witt    | Allemagne de l'Est | 8                | 1981, 1982, 1983, 1984, 1985, 1986, 1987, 1988             |
| Ellen Brockhöft  | Allemagne          | 7                | 1921, 1923, 1924, 1925, 1926, 1927, 1928                   |
| Nicole Schott    | Allemagne          | 7                | 2012, 2015, 2018, 2019, 2020, 2022, 2023                   |

- Catégorie Couples :

| Patineurs                  | Pays                         | Nombre de titres | Années |
| -------------------------- | ---------------------------- | ---------------- | --- |
| Aljona Savchenko           | Allemagne                    | 10               | Avec Robin Szolkowy (2004, 2005, 2006, 2007, 2008, 2009, 2011, 2014) et Bruno Massot (2016, 2018)                   |
| Robin Szolkowy             | Allemagne                    | 9                | Avec 2 partenaires: Claudia Rauschenbach (2001) & Aljona Savchenko (2004, 2005, 2006, 2007, 2008, 2009, 2011, 2014) |
| Maxi Herber et Ernst Baier | Allemagne nazie              | 7                | 1934, 1935, 1936, 1938, 1939, 1940, 1941                                                                            |
| Marika Kilius              | Allemagne                    | 7                | Avec 2 partenaires: Franz Ningel (1955, 1956, 1957) & Hans-Jürgen Bäumler (1958, 1959, 1963, 1964)                  |
| Mandy Wötzel               | Allemagne de l'Est Allemagne | 7                | Avec 2 partenaires: Franz Ningel (1955, 1956, 1957) & Ingo Steuer (1993, 1995, 1996, 1997)                          |
| Ilse Kishauer              | Allemagne                    | 6                | Avec 2 partenaires: Herbert Haertel (1926) & Ernst Gaste (1927, 1928, 1929, 1930, 1931)                             |
| Ria Baran et Paul Falk     | Allemagne                    | 6                | 1947, 1948, 1949, 1950, 1951, 1952                                                                                  |
| Franz Ningel               | Allemagne                    | 6                | Avec 2 partenaires: Marika Kilius (1955, 1956, 1957) & Margret Göbl (1960, 1961, 1962)                              |
| Heinz-Ulrich Walther       | Allemagne de l'Est           | 6                | Avec 2 partenaires: Brigitte Wokoeck (1962, 1964) & Heidemarie Steiner (1966, 1967, 1969, 1970)                     |

- Catégorie Danse :

| Patineurs                            | Pays                         | Nombre de titres | Années                                   |
| ------------------------------------ | ---------------------------- | ---------------- | ---------------------------------------- |
| Annerose Beier et Eberhard Rüger     | Allemagne de l'Est           | 7                | 1964, 1965, 1966, 1967, 1968, 1969, 1970 |
| Kati Winkler et René Lohse           | Allemagne de l'Est Allemagne | 7                | 1990, 1996, 1998, 1999, 2000, 2003, 2004 |
| Angelika Buck et Erich Buck          | Allemagne                    | 6                | 1968, 1969, 1970, 1971, 1972, 1973       |
| Nelli Zhiganshina et Alexander Gazsi | Allemagne                    | 6                | 2007, 2011, 2012, 2013, 2014, 2015       |